# Mu'izzuddin Ismail
Mu’izzuddin Ismail, né le 10 février 1987, est un footballeur international brunéien qui évolue au MS PDB et avec l'équipe nationale de Brunei.

## Biographie
Il reçoit sa première sélection en équipe de Brunei le 3 novembre 2015, en amical contre le Cambodge (défaite 6-1).